# Twickenham Stadium

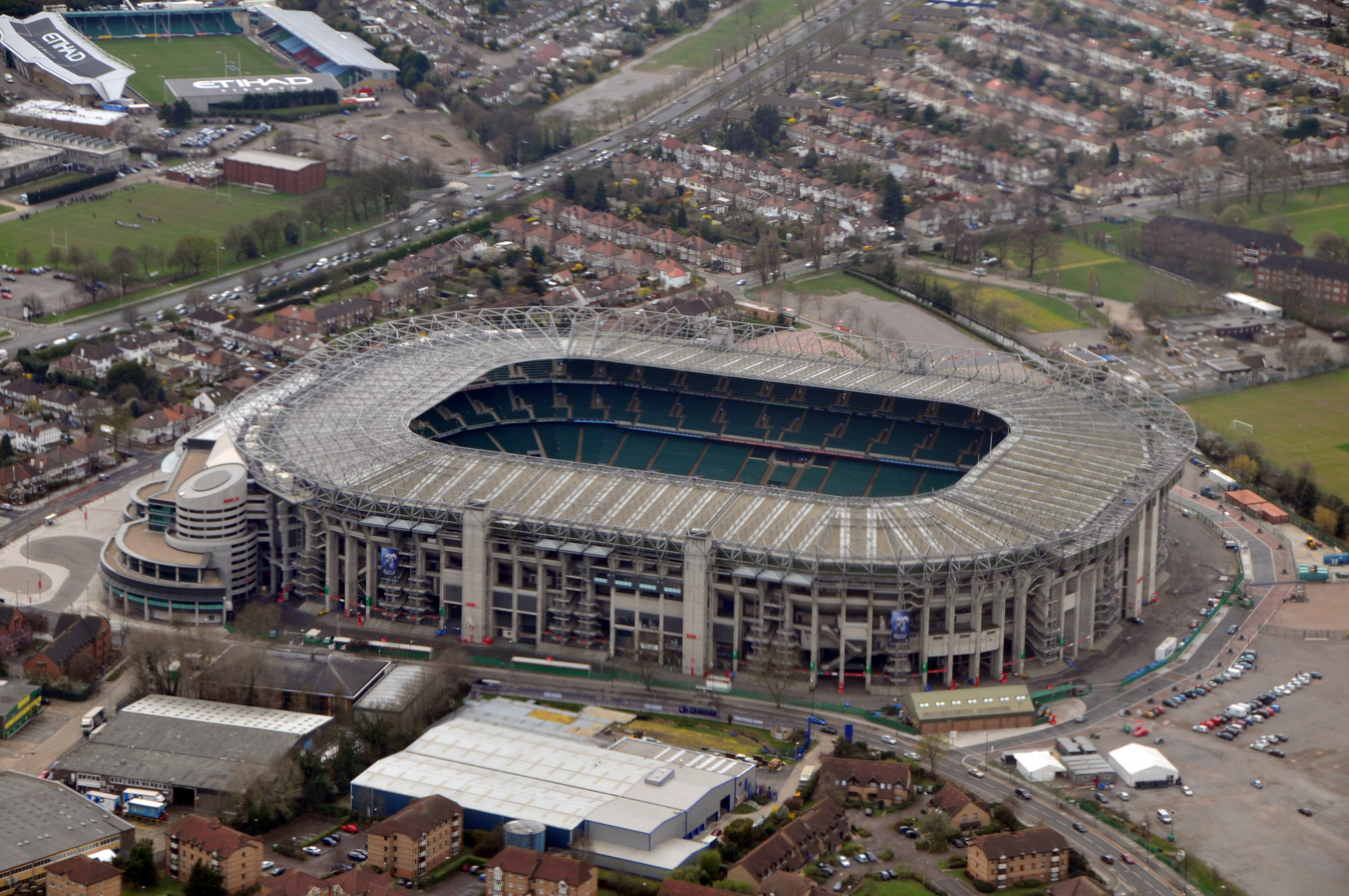
Twickenham Stadium 2009.

Twickenham Stadium, även kallad Twickers, är en idrottsarena i London i England som är nationalarena för Englands rugbylandslag.
Arenan invigdes den 2 oktober 1909. Publikkapaciteten är 82 000 åskådare, och den är med det den näst största arenan i Storbritannien – efter Wembley Stadium. Den 5 november 2006 påbörjades en ombyggnad av arenan för att kunna ta emot 7 000 åskådare ytterligare. Ena kortsidan revs och den nya kortsidan byggdes samman med övriga arenan. Tidigare var denna sektion mindre.
Arenan har varit värd vid tre VM i rugby: 1991, 1999 och 2015. 1991 och 2015 hölls finalen här.
Under 2016–2018 spelade National Football League (amerikansk fotboll) en match per säsong i arenan som en del av "NFL International Series".
Arenan används ofta för konserter, bland annat har Rolling Stones, R.E.M., Iron Maiden och Depeche Mode spelat här.